# Hans Oberleithner
Hans Oberleithner (* 2. März 1950 in Steyr, Oberösterreich) ist Mediziner und Zellphysiologe.

## Leben und Wirken
Hans Oberleithner wuchs im niederösterreichischen Mostviertel auf. Sein Vater Anton Oberleithner war Landarzt, den er in seiner Kindheit häufig auf den Krankenvisiten über Land begleitete. Seine Mutter Waltraud Dorothea Oberleithner, geborene Schottenloher, verließ nach ihrer Scheidung 1958 die Familie und heiratete noch im selben Jahr den Architekten Heinrich Dunkl († 1978). Sie lebte fortan unter dem Namen Dora Dunkl als Schriftstellerin im Dunklhof zu Steyr.
Nach der Matura am Realgymnasium Steyr 1968 studierte Hans Oberleithner Medizin an der Universität Innsbruck, wo er 1975 promovierte. Nach einer nephrologischen Ausbildung im  Elisabethinen-Klinikum in Linz bei Bruno Watschinger startete Hans Oberleithner seine wissenschaftliche Laufbahn am Institut für Physiologie der Universität Innsbruck (damaliger Vorstand: Peter Deetjen). Seine damaligen Mentoren im Gebiet der experimentellen Nierenforschung waren Florian Lang und Rainer Greger.
1979 schloss sich Hans Oberleithner dem Forschungsteam um den Nierenphysiologen Gerhard Giebisch im Department of Cellular & Molecular Physiology, Yale University Medical School, New Haven, USA, an, wohin er in den folgenden 15 Jahren immer wieder für Forschungszwecke zurückkehrte. In diesen Jahren miniaturisierte sich sein Forschungsobjekt, von der gesamten Rattenniere zum Nierenkanälchen von Amphibien, und schließlich zur einzelnen Hundenierenzelle.
Nach seiner Habilitation an der Medizinischen Fakultät der Universität Innsbruck folgte Hans Oberleithner 1983 dem Ruf auf eine C3-Professur am Institut für Physiologie der Universität Würzburg (Vorstand: Stefan Silbernagl). Dort etablierte er die Methode der Zellfusion als experimentelles Modell zellulärer Ionentransportprozesse und, einige Jahre später, die Rasterkraftmikroskopie (Atomic Force Microscopy; AFM) an lebenden Zellen, eine Nanotechnik, die er im Zuge eines Sabbatjahrs 1992 an der Yale-Universität kennenlernte.

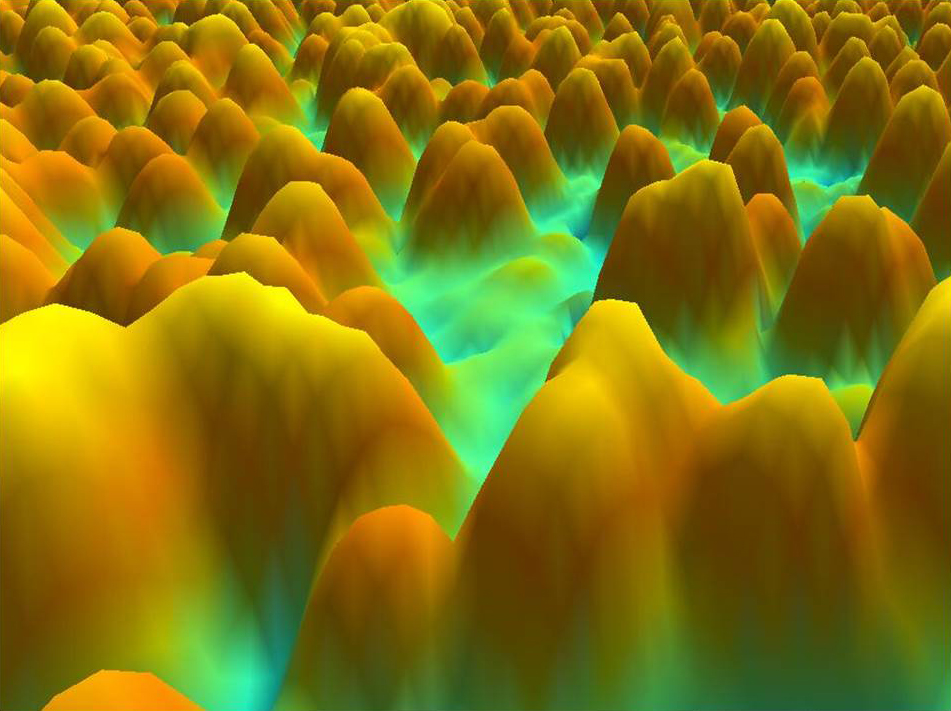
Eizellmembran des Krallenfrosches (Xenopus laevis) dargestellt mittels Rasterkraftmikroskopie. Plasmamembran (grünlich), Membranproteine (gelb-orange). Die Größe einzelner Proteine ist etwa 10 Nanometer.

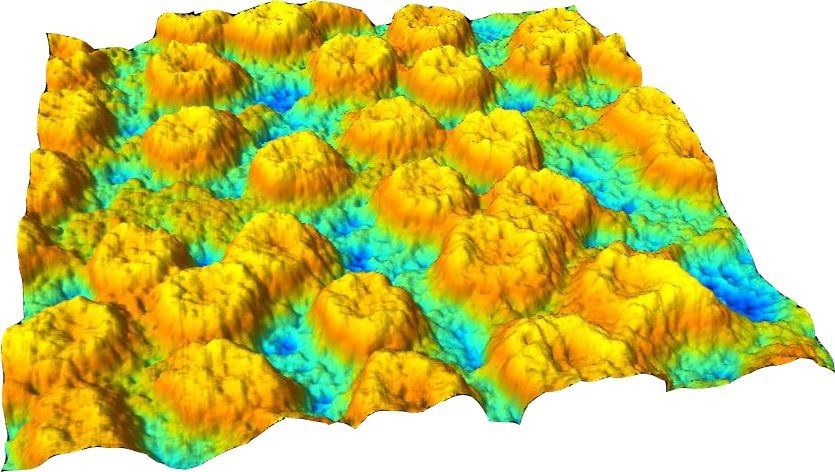
Kernporenkomplexe (gelb-orange) in der Kernhülle (blau-grün) einer Eizelle des Krallenfrosches, dargestellt mittels Rasterkraftmikroskopie. Der Durchmesser eines einzelnen Kernporenkomplexes ist etwa 100 Nanometer.

1997 folgte Hans Oberleithner einem Ruf auf den Lehrstuhl für Vegetative Physiologie der Universität Münster. Während um diese Zeit der Schwerpunkt seiner Forschung noch auf der AFM-Visualisierung (siehe Abbildungen) zellulärer und molekularer Lebensvorgänge bestand, erfolgte etwa zehn Jahre später mit der Einführung von AFM-Steifigkeitsmessungen an lebenden Zellen am Institut für Physiologie der Universität Münster eine methodische Neuorientierung. In Zusammenarbeit mit dem britischen Mediziner Hugh E. De Wardener entstanden zwei grundlegende Arbeiten  über die ungewöhnlich hohe Salzempfindlichkeit von Blutgefäßzellen (Endothelzellen). Diese Entdeckung bildete den Ausgangspunkt für weitere experimentelle Arbeiten im Laufe der nächsten Jahre, die schließlich zu einem klinischen Assay, dem Salz-Blut-Test (SBT) zum quantitativen Nachweis der Salzsensitivität beim Menschen, führten.
2008 erhielt er zur Finanzierung seiner nanophysiologischen Forschung an lebenden Zellen ein Reinhart Koselleck-Projekt der Deutschen Forschungsgemeinschaft (DFG).
Seit 2009 ist Oberleithner Mitglied der Deutschen Akademie der Wissenschaften Leopoldina.
Nach seiner Emeritierung 2015 verlegte er seinen Wohnsitz vom Münsterland in die Berge Tirols (Thaur), wo er sich überwiegend belletristischen Buchprojekten widmet.
Hans Oberleithner ist seit 1976 verheiratet und hat drei Kinder.